# Bartolomeo Vivarini

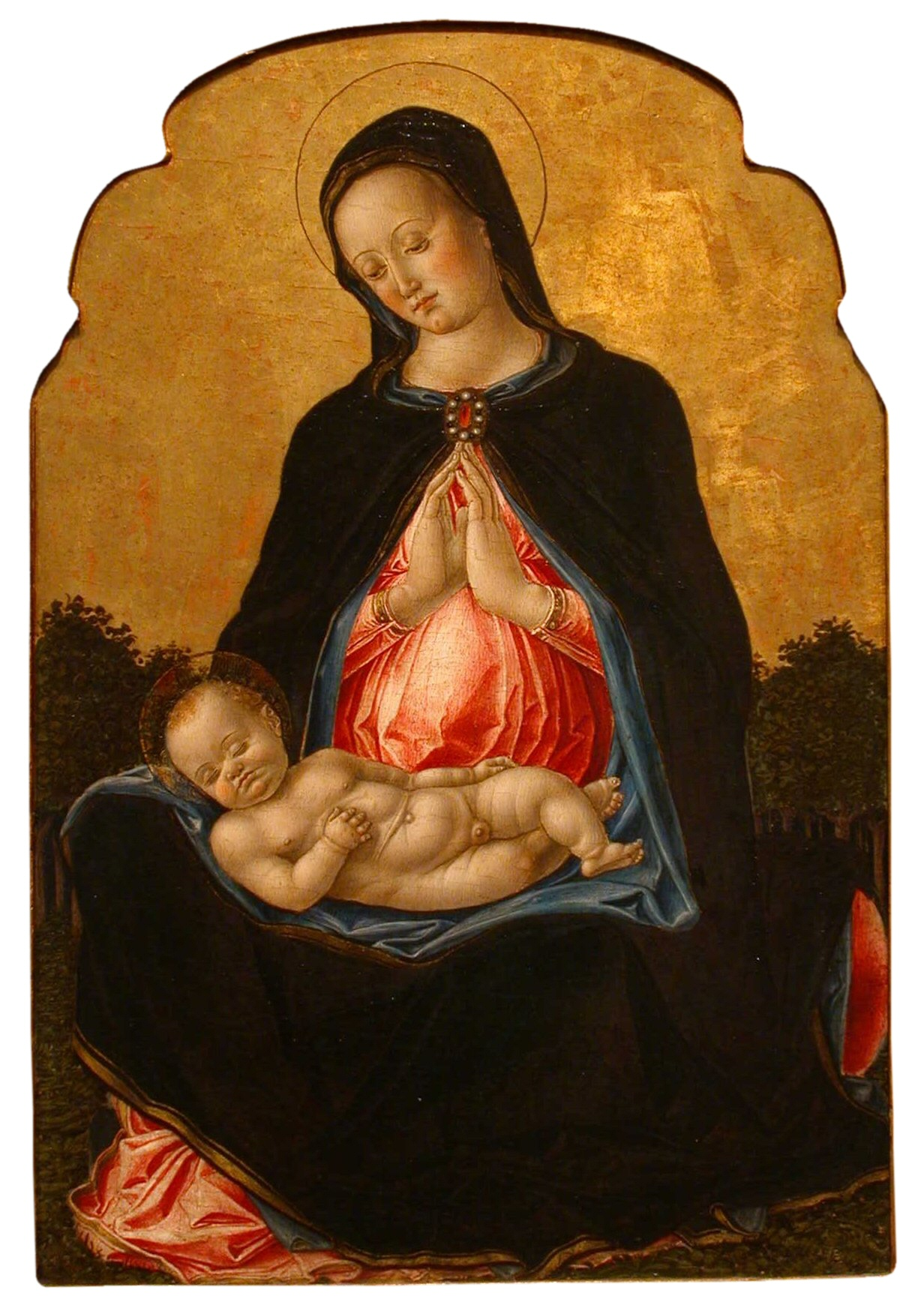
Madonnan och barnet, tempera och bladguld, cirka 1475, Honolulu Academy of Arts.

Bartolomeo Vivarini, född omkring 1432 i Venedig, död omkring 1499, var en italiensk målare under tidig renässans som verkade från 1450 till 1499. Han tillhörde den under renässansen kända konstnärssläkten Vivarini från Murano i Venedig. Hans bror Antonio, som troligen var Bartolomeos lärare, och brorson Alvise var båda även målare.
Bartolomeo Vivarini påverkades tidigt av Paduaskolan och dess grundare Francesco Squarcione, vilket man kan se i hans första daterade verk från 1448. Han lärde sig oljemåleri av mästaren Antonello da Messina, och det sägs att han utförde den första oljemålningen i Venedig 1473, en polyptyk i Santi Giovanni e Paolo, ett större altarstycke med nio pannåer föreställande Augustinus och andra helgon. Han gjorde också flera verk i Frarikyrkan i Venedig, bland annat Sankt Markus och helgon runt 1474.
De flesta av hans verk är dock temperamålningar. Hans konturer är alltid skarpa med klara färger och figurerna ger ett värdigt och hängivet uttryck. "Vivarino" är det italienska ordet för steglits, och han signerade emellanåt verken med den lilla fågeln.
Bartolomeo Vivarini är representerad på många museer, bland andra The Getty Museum, Harvard University Art Museums, Honolulu Academy of Arts, Louvren, Museum of Fine Arts i Boston, National Gallery of Art i Washington, National Gallery i London, New Orleans Museum of Art, Philadelphia Museum of Art, Pinacoteca Ambrosiana i Milano, Pinacoteca Nazionale di Bologna, Rijksmuseum i Amsterdam och Uffizierna i Florens.

## Galleri

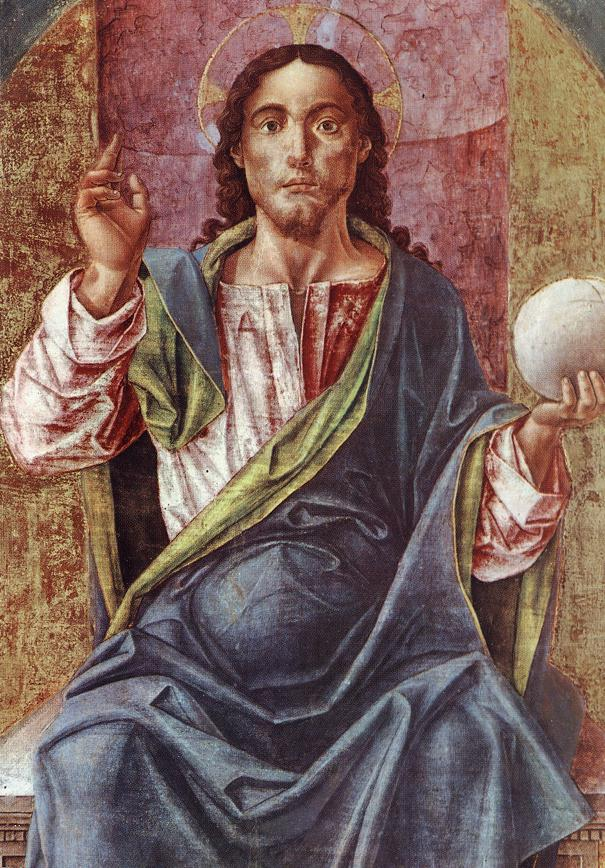
Den tronande Kristus, 1450.
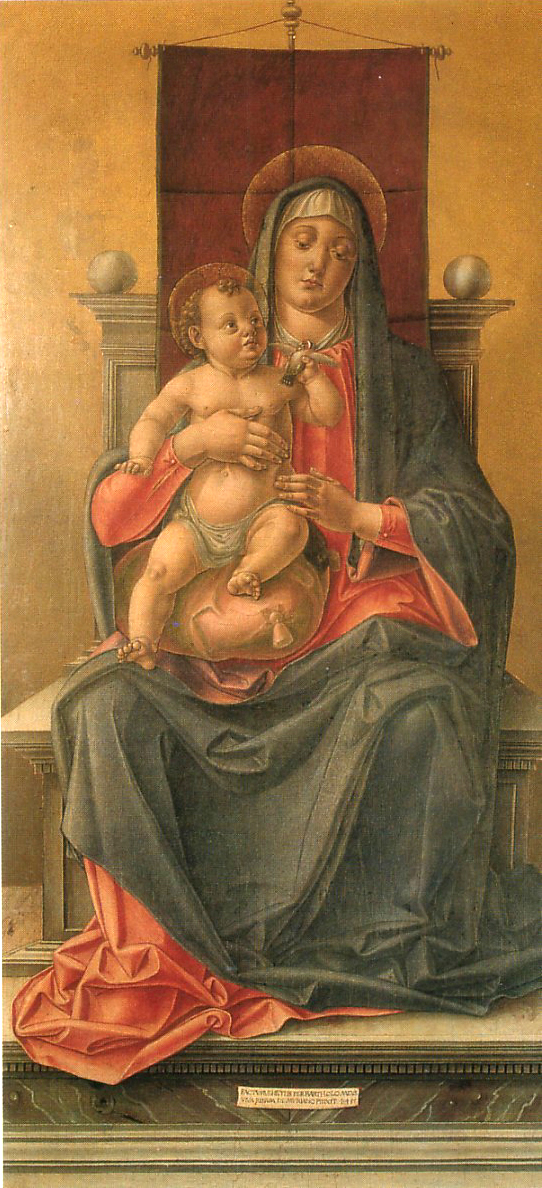
Tronande Madonna, 1485.